# Robert de Wilde
Jan Robert de Wilde (ur. 30 kwietnia 1977 w Kampen) – holenderski kolarz BMX, trzykrotny medalista mistrzostw świata.

## Kariera
Pierwszy sukces w karierze Robert de Wilde osiągnął w 1999 roku, kiedy zdobył złoty medal w kategorii elite podczas mistrzostw świata w Vallet. W zawodach tych wyprzedził bezpośrednio Francuza Christophe'a Lévêque'a oraz Kolumbijczyka Mario Andrésa Soto. Na rozgrywanych cztery lata później mistrzostwach w Perth w tej samej konkurencji był trzeci, ulegając jedynie dwóm reprezentantom USA: Kyle'owi Bennettowi i Randy'emu Stumpfhauserowi. Ostatni medal wywalczył podczas mistrzostw świata w Paryżu w 2005 roku, gdzie w wyścigu elite był trzeci. Wyprzedzili go tylko Bubba Harris i Mike Day (obaj z USA). W mistrzostwach świata startował do 2012 roku, jednak już ani razu nie doszedł dalej niż do półfinału. W 2008 roku de Wilde wziął udział w igrzyskach olimpijskich w Pekinie, jednak również nie wszedł do finału.